# Birka annulitarsis
Birka annulitarsis är en stekelart som först beskrevs av Thomson 1870.  Birka annulitarsis ingår i släktet Birka, och familjen bladsteklar. Enligt den finländska rödlistan är arten sårbar i Finland. Arten är reproducerande i Sverige. Artens livsmiljö är fuktiga gräsmarker, dikesrenar.